# Малишка
Малишка (арм. Մալիշկա) — село в Вайоцдзорской области Республики Армения.
Село расположено на правом берегу реки Арпа между городами Ехегнадзор и Вайк на трассе Ереван—Горис. Недалеко от села находятся такие сёла, как Агаракадзор, Гладзор, Вернашен и Зедеа. В селе расположена церковь Сурб Анна. В сельской школе есть компьютерные классы. Рядом с селом расположены остатки средневекового города Моз.
Село основано вынужденными переселенцами из сел Паяджук, Галасар, Салмастского уезда; городов Салмаст и Хой в Северо-Западной провинции Ирана, которые были переселены из Персии в Российскую Империю из-за Русско-Персидских войн начала 19 века.
В селе Малишка действует завод по производству натуральных соков и прохладительных напитков "Малишка №1. Костанян", распространяющий свою продукцию по всей территории Республики Армения.

## Выдающиеся уроженцы
- Гагик Аршавирович Абрамян[5]
- Армен Аршавирович Абрамян[6]
- Армен Айрикович Манукян (поэт, ментор-наставник, духовный просветитель)
- Гиваргизян Анна Фрунзеевна (кандидат культурологии, преподаватель, журналист, главный редактор журнала "ЖАМ")
- Арсен Костанян (певец)
- Симон Гри (поэт, писатель, философ)
- Ара Абрамян[7]
- Ваан Тер-Аракелян[8] (Военный деятель, писатель, пеерводчик, певец, ученик Комитаса)
- Нарине Довлатян
- Шахбазян Гарик Араович
- Арман Мнацаганян
- Гаспарян Аркади Мавурикович (врач, детский хирург)